# Sessanlinjen
Sessanlinjen (registrerat som Rederi AB Göteborg–Fredrikshavns-Linjen) var ett svenskt färjerederi verksamt mellan 1935 och 1982. Det var baserat i Göteborg och trafikerade främst linjen till Frederikshavn samt under några år även till Travemünde. Rederiets båtar hade namn efter svenska prinsessor. Rederiet upphörde 1982, efter att det köpts upp av konkurrenten Stena Line.

## Historik

### Mellankrigstiden
Sessanlinjen grundades 1935 av Rederiet AB Göteborg Fredrikshamns Linjen (GFL). En föregångare var S/S Najaden, som hade trafikerat sträckan från 1924, men redan 1873 hade en färjelinje inletts mellan de båda städerna. Initiativtagare var då den danska järnvägen som ville locka svenska kontinentresenärer till sin järnvägslinje genom Jylland och till den tyska gränsen. Under många år samarbetade det svenska färjebolaget med Broströmskoncernen.
Medgrundare av färjerörelsen var den Göteborgsbaserade mäklaren Harry Trapp, på långt håll släkt med Georg von Trapp. Dennes son Ulf Trapp kom under senare år att via olika styrmans- och kaptensuppdrag avancera till VD i bolaget.
Det första egna fartyget var M/S Kronprinsessan Ingrid  som levererades 1936 av Frederikshavn Værft og Flydedok. Fartyget hade en sidoport för in- och utforslande av bilar, och vid leverans kunde färjan transportera cirka 30 bilar och 560 passagerare. Färjelinjen hölls igång fram till 7 september 1939, då andra världskrigets utbrott tvingade verksamheten att ställas in. Färjan placerades under kriget i en docka på Lindholmens varv i Göteborg.

### Tidiga efterkrigstiden
Under sommaren 1945 rekvirerade svenska Civilförsvarsstyrelsen Kronprinsessan Ingrid som lasarettsfartyg för transporter av tidigare koncentrationslägerfångar till Sverige. Åtta rundresor gjordes, innan fartyget återlämnades till Sessanlinjen den 6 augusti. Därefter dröjde det till maj året därpå innan färjetrafiken kunde återupptags, sedan farleden bland annat röjts från minor från kriget. Fartyget byggdes om för en större kapacitet, eftersom det ännu inte fanns pengar för inköp av ytterligare fartyg till rörelsen. Resultatet blev från 1950 en åtta meter längre båt.
1955 sattes det nybyggda och fartyget M/S Prinsessan Margaretha i trafik, medan Kronprinsessan Ingrid lads ut för försäljning; den köptes därefter av Gotlandsbolaget och bytte namn till Christofer Polhem. Prinsessan Margaretha var bättre anpassad för efterkrigstidens ökade passagerarbehov och allt fler bilresenärer. 1960 följde Prinsessan Christina som nytt fartyg, varefter också Prinsessan Margaretha avyttrades två år senare – även denna gång till Gotlandstrafiken. Namnet Prinsessan Margaretha återkom i koncernen redan 1963, då ett nybyggt och större fartyg (med plats för 150 bilar) sattes i trafik. Detta andra fartyg såldes dock redan 1968.
Utökningen av kapaciteten skedde på samma sätt även framöver, med nybyggen en eller ett par gånger per decennium. Således införskaffades 1965 Prinsessan Désirée, och två år senare såldes Prinsessan Christina till OY Vaasa-Umeå AB i Finland; Prinsessan Désirée hamnade även den på trafiken över Kvarken 1970. 1963 hade man även köpt in det äldre ångfartyget S/S Regin (sjösatt 1921), som under namnet T/S Prinsessan Regina kompletterade trafiken trafiken på Kattegatt fram till sin slutliga avyttring för upphuggning 1968.
Under 1960-talet experimenterade Sessanlinjen även med en ny båttyp. Bärplansbåten H/S Expressan, byggd 1968, var tänkt att inleda en tid med höghastighetsresor över Kattegatt och i detta fallet mellan Göteborg och Ålborg. Efter att båten inte nådde upp till utlovade 40 knop i trafik (som bäst noterades knappt 34 knop) avböjde Sessanlinjen köpet, och båten sattes istället in på trafik i Norge. Sessanlinjens färjor hade annars en marschfart på runt 20 knop.

### Konkurrens med Stena Line
1969 sjösattes även en ny version av Prinsessan Christina, där passagerarantalet ökat till 1 400 och antalet bilplatser till 280. Färjan (som såldes vidare 1979) fungerade som en av bolagets flaggskepp under det 1970-tal där konkurrensen med den nya konkurrenten Stena Line blev allt starkare.

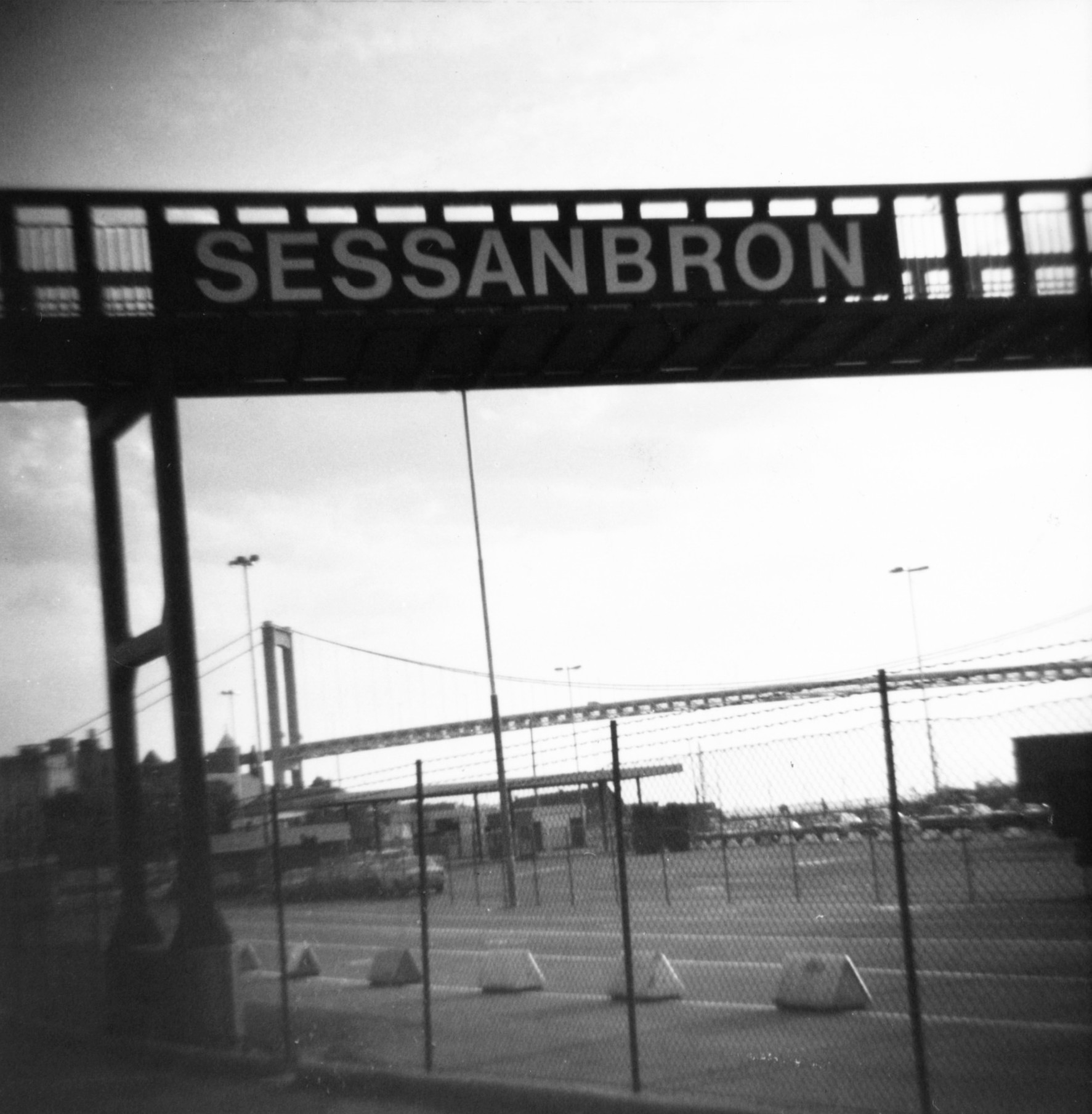
Gångbron till Sessan-terminalen i Göteborg 1975-76.

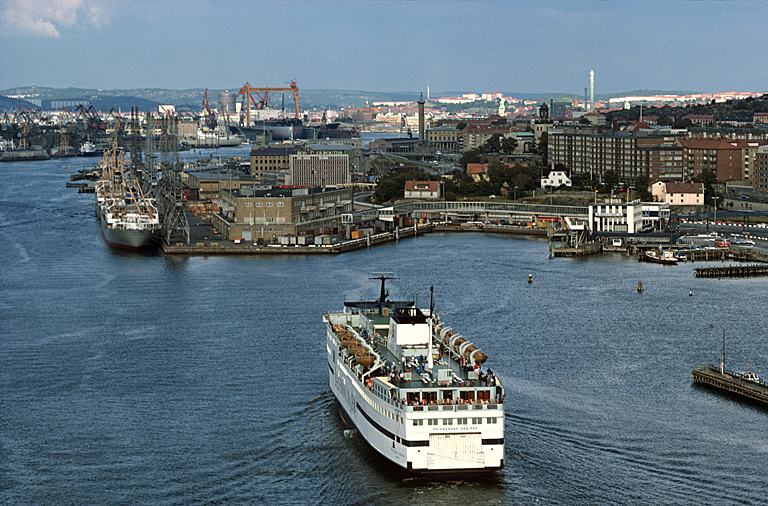
Prinsessan Désirée (sjösatt 1971) på väg in i hamn i Göteborg 1976.

1971 sjösattes även en ny generation av Prinsessan Désirée, som tillsammans med Christina under 1970-talet höll uppe Sessanlinjens färjetrafik mellan Göteborg och Frederikshavn. 1974 startades även trafik på traden Göteborg–Travemünde, genom fartyget Prinsessan Birgitta. Konkurrenten Stena etablerade samtidigt en färjelinje mellan Göteborg och Kiel. 
Under en period under 1970-talet hade Sessanlinjen samarbete med Tor Line. Detta hindrade inte att det utvecklades ett veritabelt "färjekrig" mellan Sessanlinjen och Stena Line, där inte minst Stena Line försökte ta marknadsandelar med mycket låga biljettpriser (1969 ett tag för endast tre kronor turen). Båda bolagen satsade på massturism och allt större bilfärjor, vilket kostade på de båda bolagens ekonomi. Till slut var det tydligt att det inte fanns plats för två stora färjebolag med huvudsaklig trafik till en mindre dansk hamnstad.

### Uppköp och nedläggning
Samarbetet med Tor Line upphörde definitivt när Sessanlinjen 1982 köptes upp av Stena Line. Efter det hette Stena Line ett tag Stena Sessan Line. 1983 fanns inte namnet Sessan kvar på fartygen, men namnet lever kvar i Stena Lines dotterbolag Stena Sessan.

## Fartyg
Rederiet hade fartyg med namn efter (svenska) prinsessor. Det gick i linje med namnet på bolaget, som syftar på en kortform av just ordet prinsessa. Nedan listas bolagets egna båtar och deras öde. Om inget annat nämns, verkade färjorna på linjen Göteborg-Frederikshavn.
- Kronprinsessan Ingrid (hos Sessanlinjen: 1936–1955) – såld till Ångfartygs AB Gotland.[15][1]
- Prinsessan Margaretha (1955–1961) – därefter såld till Gotlandstrafiken.[6]
  - Prinsessan Margaretha (1963–1968) – såld till finska Enso-Gutzeit OY.[7]
- Prinsessan Christina (1960–1967) – såld till OY Vaasa-Umeå AB.[9]
  - Prinsessan Christina (1969–1979) – senare liv bland annat som M/S Safe Christina, M/S Prinsessan Christina, Stena Nordica, M/S Europafärjan I, M/S Lion Prince och M/S Stena Prince.[13]
- Prinsessan Désirée (1965–1970) – såld till OY Vaasa-Umeå.[8]
  - Prinsessan Désirée (1971–1981) – överförd till Stena-Sessan Line
- Prinsessan Birgitta (1974–1981) – överförd till Stena-Sessan Line som Stena Scandinavica
- Kronprinsessan Victoria (1980–1981)[16] – överförd till Stena-Sessan Line och därefter namnbytt till Stena Saga och senare Stena Europe.[17]

## Bilder

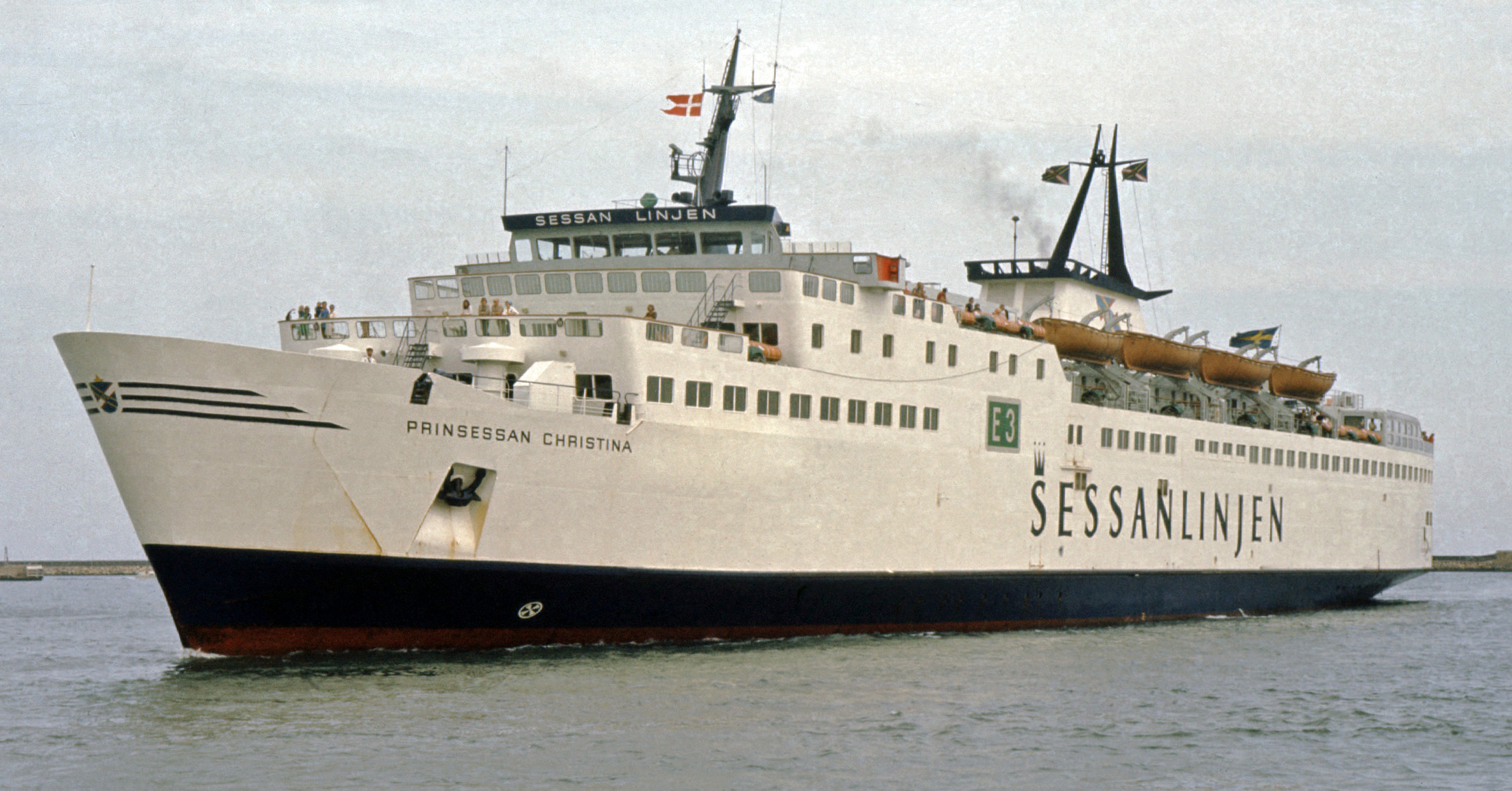
Prinsessan Christina i Frederikshavn 1976.
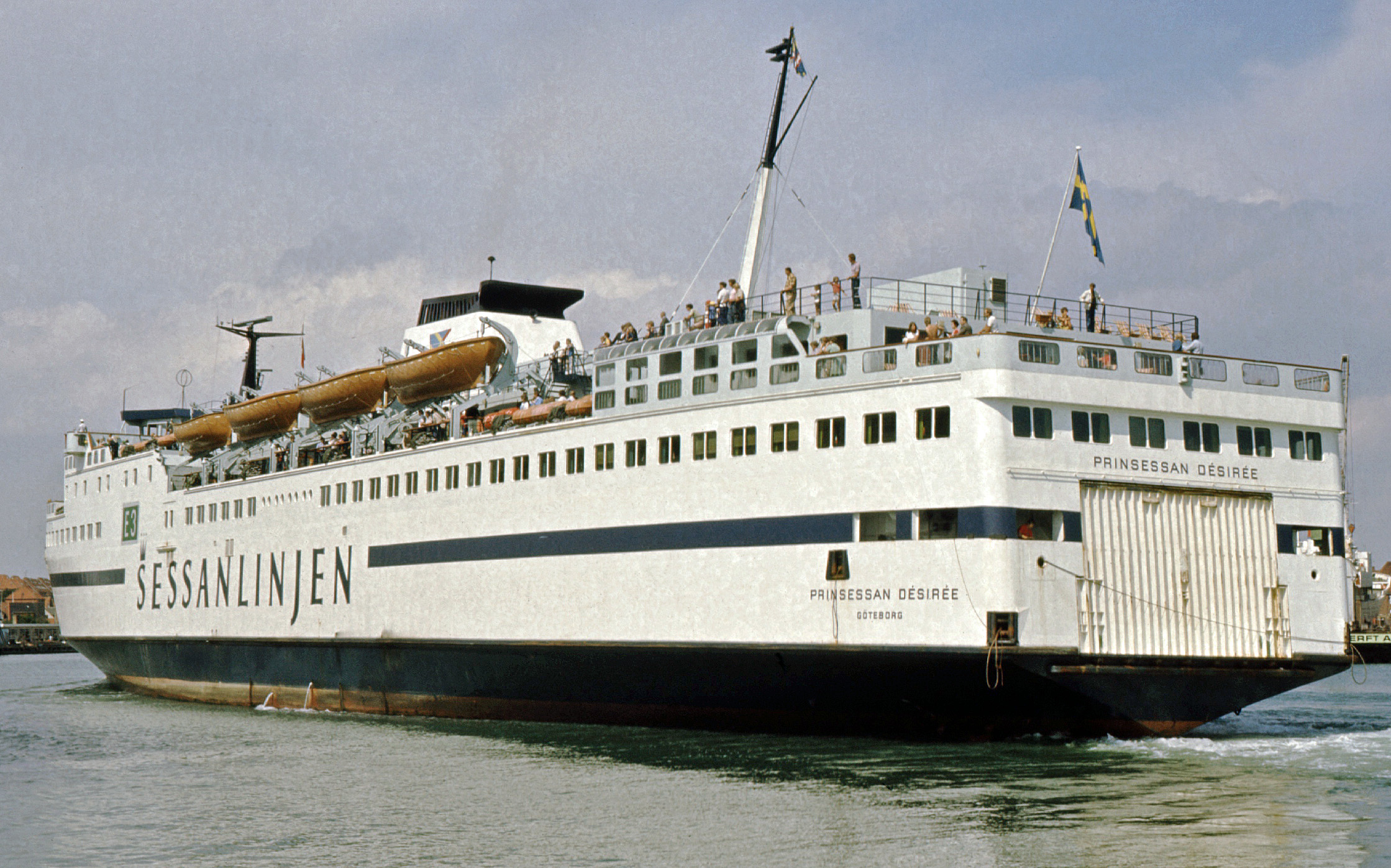
Prinsessan Désirée i Frederikshavn 1976.
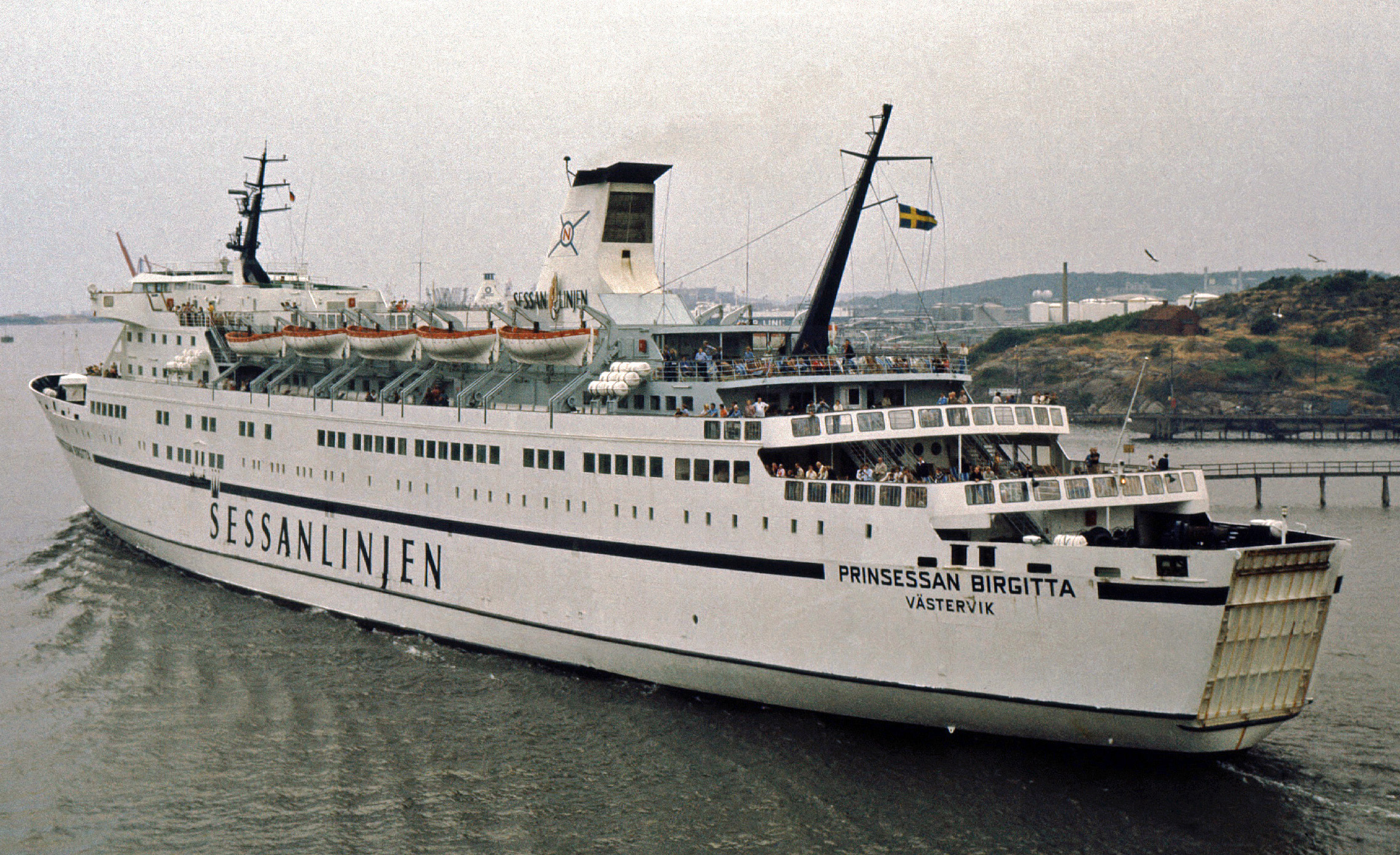
Prinsessan Birgitta i Göteborg 1976.
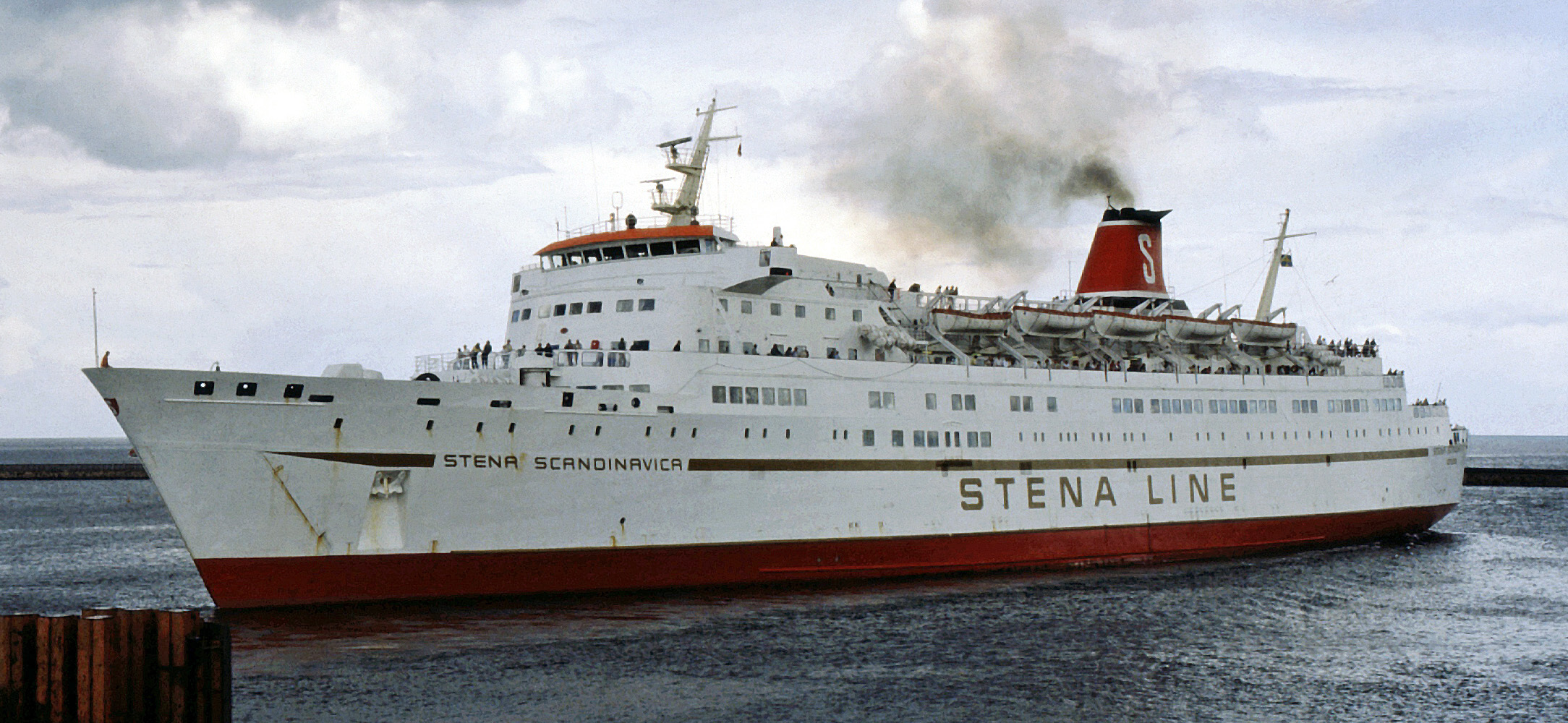
Stena Scandinavica (den tidigare Prinsessan Birgitta) i Frederikshavn 1985.